# Топонимия Бангладеш
Топонимия Бангладеш — совокупность географических названий, включающая наименования природных и культурных объектов на территории Народной Республики Бангладеш. Структура и состав топонимии обусловлены такими факторами, как состав населения, специфика исторического развития и географическое положение.

## Название страны
Название «Бангладеш» (бенг. বাংলাদেশ), официальное название — «Народная Республика Бангладеш» (бенг. গণপ্রজাতন্ত্রী বাংলাদেশ), означает «страна бенгальцев» (на языке бенгали bánglá — «бенгальская», déš — «страна»), поскольку бенгальцы составляют около 98 % населения страны. Происхождение форманта «bangla» точно не установлено, есть точка зрения, что он происходит от названия «Ванга», древнего королевства в дельте Ганга, которое располагалось на территории южной части нынешней Бенгалии (Индия) и юго-западной части современной Бангладеш. К основе добавился суффикс -ал из-за того, что древние раджи этого королевства сооружали в низинах у подножия холмов земляные насыпи, которые назывались «ал». Эту точку зрения можно найти в книге Рияз-ас-Саладин историка XVIII века Гуляма Хусейна Салима. Существует также теория, что название происходит от
прадравидского этнонима бронзового века, аустрического слова «Бонга» (бог Солнца), и королевства Ванга железного века. Индоарийский суффикс -desh происходит от санскритского слова deśha, что означает «земля» или «страна». Следовательно, название «Бангладеш» означает «Земля Бенгалии» или «Страна Бенгалии».
Самое раннее известное использование термина bаnglа относится к 805 году нашей эры. Термин Vangaladesa встречается в индийских хрониках XI века. Термин получил официальный статус во времена Бенгальского султаната в XIV веке. Шамсуддин Ильяс Шах провозгласил себя первым «шахом Бангала» в 1342 году. Слово «bangla» стало самым распространённым названием региона в исламский период. Португальцы назвали регион «Бенгалой» в XVI веке.
В период британского колониального господства, современная территория Бангладеш входила в состав Бенгалии — провинции Британской Индии. Название «Бангладеш» появляется с начала XX века в бенгальских патриотических песнях, таких как Namo Namo Namo Bangladesh Momo Кази Назрула Ислама и  Aaji Bangladesher Hridoy Рабиндраната Тагора. Термин «Бангладеш» часто записывался двумя словами — Bangla Desh. В соответствии с планом Маунтбеттена Британская Индия в 1947 году была разделена на две страны — Индию и Пакистан, причём последний состоял из двух территорий, удалённых друг от друга на 1,5 тысячи километров — Западный и Восточный Пакистан. В ходе этого территориального размежевания прошёл второй раздел Бенгалии, в результате которого западная часть Бенгалии с центром в Калькутте отошла к современной Индии, а восточная часть Бенгалии, где преобладали мусульмане — к Восточному Пакистану. С 1947 по 1955 годы эта территория именовалась Восточная Бенгалия, с 1956 по 1971 — «Восточный Пакистан». В ходе борьбы за статус бенгальского языка, активно развернувшейся в 1950-х годах, появилось движение шести пунктов, одно из требований которого заключалось в том, чтобы Восточный Пакистан назывался «Бангладеш». В конечном счёте это привело к войне за независимость и третьей индо-пакистанской войне 1971 года. После её окончания Восточный Пакистан отделился в самостоятельное государство, получившее название «Бангладеш».

## Структура и состав топонимии
Топонимическая система Бангладеш, как и Южной Азии в целом, относится к числу самых сложных на планете и одновременно наименее изученных. Многие местные топонимы, особенно древние (главным образом гидронимы) восходят к древнеиндийскому языку — санскриту :Ганг — «река», Брахмапутра — «сын бога Брахмы», и т. д..
На основе санскрита сформировались многие современные языки Южной Азии (хинди, бенгальский, пенджабский, урду и другие). С этими языками связаны более поздние по возрасту топонимы, например, в ойконимии страны имеется множество городов с формантом -пур — «город».: Аккелпур, Баджитпур, Банчарампур, Бишвамварпур, Бхуапур, Вазирпур, Газипур, Гаурипур, Гомастапур, Гопалпур, Гурудаспур, Даулатпур, Джаганнатхпур, Джайнтиапур, Джамалпур, Динаджпур, Дургапур, Ислампур, Казипур, Кешабпур, Котчандпур, Лакшмипур, Лалпур, Мадарипур, Мадхавпур, Мадхупур, Манирампур, Мирзапур, Мирпур, Нагарпур, Назирпур, Парбатипур, Раджапур, Рангпур, Садарпур, Садуллапур, Саидпур, Сакхипур, Тахирпур, Улипур, Фаридпур, Хакимпур, Харирампур, Чандпур, Шариатпур, Шахзадпур, Шерпур, Шрипур и другие.
Что касается ойконимов двух крупнейших городов страны, этимология названия Дакка остаётся неясной, есть предположение, что оно может происходить от названия породы деревьев дхак, некогда распространённых в этом районе, либо от имени богини Дакешвари, храм которой расположен в юго-западной части города. Об этимологии названия второго по величине города — Читтагонга — также имеется несколько версий. Одна из них восходит к названию, данному первыми арабскими купцами — шатт-ганг (араб. شط غنغ‎), где шатт означает «дельта», а ганг  — реку Ганг, то есть «город в дельте Ганга». Хроника королевства Аракан упоминает, что король Аракана после завоевания Бенгалии, установил каменный столб на месте, названном «Цет-та-гаунг», в качестве границы своих владений в 311 году, что соответствует 952 году н. э. Эта каменная колонна с надписью «цет-та-гаунг», означающая «вести войну нехорошо», по-видимому, реально существовала. Существует другая топонимическая легенда, связывающая название города с распространением ислама, согласно которой некий мусульманин зажег «чати» (лампу) на вершине холма в городе и призвал (азан), чтобы люди приходили на молитву.